# 랜디 블루
랜디 블루(Randy Blue)는 미국 로스앤젤레스 스튜디오시티의 게이 포르노 기업이다.